# Spirit (песня Бейонсе)
«Spirit» — песня американской певицы Бейонсе из мультфильма «Король Лев» 2019 года. Песню написали Илья Салманзаде, Тимоти Ли Маккензи и Бейонсе. Песня была выпущена 10 июля 2019 года. Песня является балладой в стиле госпел, которая начинается со слов на языке суахили, которые исполняют певцы-мужчины.
После выхода песня получила положительные отзывы критиков, многие из которых хвалили полный вокальный диапазон Бейонсе и африканские музыкальные оттенки. Песня заняла 98 место в чарте Billboard Hot 100 и 6 место в чарте US Hot R&B Songs, а также попала в чарты многих европейских стран. Музыкальное видео от режиссера Джейка Нава было снят в Хавасу — Фолс в штате Аризона и Apple Valley, штат Калифорния, а премьера состоялась 16 июля 2019. После выхода видео получило положительные отзывы критиков, которые высоко оценили пейзаж и стиль Бейонсе.

## Реакция критиков
Песня получила положительные отзывы музыкальных критиков. Альбом «The Lion King: The Gift» был включен в список 20 лучших альбомов по версии Capital XTRA 2019 года, в котором «Spirit» была описана как «триумфальная, вдохновленная госпелом» песня, которая «прочно закрепила Бейонсе на вершине ее карьеры». Аллегра Франк, писавшая рецензию для Vox, описала песню как «идеальную» и «потустороннюю». Уинстон Кук-Уилсон, писавшая рецензию на Spin писал: «Эта грандиозная гимновая песня представляет собой смесь стилей, которая соответствует духу саундтреков к оригинальному мультфильму и песням Бейонсе». Сандра Гонсалес, писавшая рецензию для CNN, писала, как в песне Бейонсе мастерски демонстрирует свою силу и вокальные акробатические способности". Раиса Брунер из Time соглашается, называя песню «парящей, вдохновленной песней, которая демонстрирует полный диапазон „Queen Bey“, включая демонстрацию „особенно ее нижних тонов“ и „удивительного фальцета в мосту“». Микаэль Вуд, писавший для Los Angeles Times, писал, что «грандиозная» песня демонстрирует «естественную силу пения Бейонсе». Адина Гольдштейн и Симфреона Кларк также похвалили вокальное исполнение Бейонсе, написав для YR Media, что он «напоминает большую бурную реку, красивую, вдохновляющую и настолько сильную, что может формировать даже самые твердые вещества».
Писав рецензию для Rolling Stone, Дэнни Шварц назвал песню «замечательной» и похвалил включение суахили в трек. Джон Парелес, писавший для The New York Times, также описал, «как африканские элементы лежат в основе музыки», и описал эту песню как «динамичный призыв светского евангелия». Карл Уилсон из Slate Magazine описал песню как «кусочек голливудского евангелия, вызывающий удары по наградам». Робин Бек из Vanity Fair похвалил песню, описав её как «мощную балладу с размашистым припевом, подкрепленную эхом хора». Мишель Ким из Pitchfork, особенно критически отнесся к текстам песни, отметив, что они «ошибаются на стороне бессмысленности» по сравнению с предыдущими проектами певца. Тем не менее, она охарактеризовала песню как «воодушевляющую» и похвалила вокал Бейонсе как «весомый» и «задушевный». Кристен Перроне из Elite Daily назвала «Spirit» «вдохновляющим», а её тексты — «особенно мощным», добавив, что песня возглавила «Can You Feel The Love Tonight». Селия Фернандес из журнала The Oprah Magazine назвала песню «абсолютно незабываемой» и написала, что текст песни идеально воплощает цель Бейонсе — дать современную интерпретацию фильма через призму аутентичной африканской музыки.

## Награды
| Год  | Премия                                      | Категория                                    | Результат    | Пр.    |
| ---- | ------------------------------------------- | -------------------------------------------- | ------------ | ------ |
| 2019 | BreakTudo Awards                            | Best Soundtrack Song                         | Победа       | [ 14 ] |
| 2019 | Hawaii Film Critics Society                 | Best Song                                    | Номинация    | [ 15 ] |
| 2019 | Hollywood Music in Media Awards             | Best Original Song in a Feature Film         | Номинация    | [ 16 ] |
| 2019 | Soul Train Music Awards                     | Video of the Year                            | Номинация    | [ 17 ] |
| 2019 | Soul Train Music Awards                     | Best Dance Performance                       | Номинация    | [ 17 ] |
| 2020 | Academy Awards                              | Best Original Song                           | В шорт-листе | [ 18 ] |
| 2020 | Black Reel Awards                           | Outstanding Original Song                    | Номинация    | [ 19 ] |
| 2020 | Capri Hollywood International Film Festival | Best Original Song                           | Победа       | [ 20 ] |
| 2020 | Critics' Choice Awards                      | Best Song                                    | Номинация    | [ 21 ] |
| 2020 | Golden Globe Awards                         | Best Original Song                           | Номинация    | [ 22 ] |
| 2020 | Grammy Awards                               | Best Pop Solo Performance                    | Номинация    | [ 23 ] |
| 2020 | Grammy Awards                               | Best Song Written for Visual Media           | Номинация    | [ 23 ] |
| 2020 | Guild of Music Supervisors Awards           | Best Song Written and/or Recorded for a Film | Номинация    | [ 24 ] |
| 2020 | NAACP Image Awards                          | Outstanding Song - Traditional               | Победа       | [ 25 ] |
| 2020 | Satellite Awards                            | Best Original Song                           | Номинация    | [ 26 ] |

## Чарты
| Чарты (2019—2020)                          | Высшая позиция |
| ------------------------------------------ | -------------- |
| Australia (ARIA)                           | 99             |
| Бельгия/Фландрия (Ultratip Bubbling Under) | 1              |
| Бельгия/Валлония (Ultratip Bubbling Under) | 14             |
| Канада (Billboard Canadian Hot 100)        | 92             |
| Hong Kong (Metro Radio)                    | 10             |
| Ireland (IRMA)                             | 65             |
| Нидерланды (Dutch Top 40)                  | 27             |
| Нидерланды (Single Top 100)                | 67             |
| New Zealand Hot Singles (RMNZ)             | 12             |
| Шотландия (OCC Scotland)                   | 36             |
| Словакия (Rádio — Top 100)                 | 79             |
| Sweden Heatseeker (Sverigetopplistan)      | 11             |
| Великобритания (OCC UK Singles)            | 59             |
| США (Billboard Hot 100)                    | 98             |
| США (Billboard Hot R&B/Hip-Hop Songs)      | 37             |

## История релиза
| Регион         | Дата         | Формат                       | Лейбл               | Примечания |
| -------------- | ------------ | ---------------------------- | ------------------- | ---------- |
| Весь мир       | 10 июля 2019 | Цифровое скачивание стриминг | Walt Disney Records | [ 42 ]     |
| Италия         | 12 июля 2019 | Contemporary hit radio       | Sony Music          | [ 43 ]     |
| Великобритания | 13 июля 2019 | Adult contemporary           | Sony Music          | [ 44 ]     |
| США            | 23 июля 2019 | Urban contemporary           | Columbia Records    | [ 45 ]     |